# Demografia Greciei
Organismul oficial de statistică al Greciei  este Serviciul Național de Statistică din Grecia (NSSG). Potrivit NSSG, populația totală a Greciei  în 2001 a fost 10,964,020.Această cifră este împărțita  în 5,427,682 bărbați si 5,536,338 femei. Așa cum arată statisticile din 1971, 1981, și 2001, populația greacă a suferit un proces de îmbătrânire in ultimele  decenii.
Rata natalității în anul 2003 a fost  de 9.5 la 1.000 de locuitori (14,5 la 1.000 în iunie 1981). În același timp, rata mortalității a crescut ușor de la 8,9 la 1.000 de locuitori în 1981 la 9.6 la 1.000 locuitori în 2003. În 2001, 16.71% din populație era de  65 de ani și peste, 68.12%, cu vârste cuprinse între 15 și 64 de ani, iar 15.18% au fost de 14 ani și mai tineri.
Societatea greacă, de asemenea, s-a schimbat rapid cu trecerea timpului. Rata căsătoriei  a tot scăzut  de la aproape 71 la 1.000 de locuitori în 1981 până în 2002, doar pentru a crește ușor în 2003 la 61 la 1000 și apoi să cada din nou până la 51 în 2004.Rata divorțului pe de altă parte, a  înregistrat o creștere   de la 191.2 la 1.000 de căsătorii, în 1991 la  239.5 la 1.000 de căsătorii, în 2004.Aproape două treimi din poporul  grec  locuiește  în mediul urban. Cele mai mari municipalități din Grecia în anul 2001 au fost: Atena, Salonic, Pireu, Patras, Iraklion, Larissa si Volos.
De-a lungul secolului 20, milioane de greci au migrat în Statele Unite, Australia, Canada, Marea Britanie și Germania, creând o înfloritoare diasporă  grecească. Cu toate acestea, tendința de migrare a fost acum inversată  după îmbunătățirile importante ale economiei elene începând cu anii 80.

## Imigranți
Datorită complexității politicii de imigrare greacă, practici și de colectare a datelor, cu adevărat de încredere asupra populațiilor de imigranți în Grecia este dificil să se adune și  prin urmare speculații. În 1986, imigranți legali și neautorizați au totalizat aproximativ 90.000. Un studiu din Marea Mediterană Migrația Observatorul susține că recensământul din 2001 de la NSSG înregistrase  762.191 de persoane care au reședința în Grecia, fără cetățenie greacă, reprezentând aproximativ 7% din populația totală și că, dintre acestea, 48.560 au fost cetățeni ai UE sau AELS și 17.426 ciprioți cu statut privilegiat. Oamenii din țările balcanice Albania, Bulgaria și România fac până aproape două treimi din populația străină totală. Migranții din fosta Uniune Sovietică (Georgia, Rusia, Ucraina, Moldova, etc) cuprind 10% din total.
Cel mai mare grup de non-UE populației imigrante este în municipiul Atena- 132.000 imigranți, la 17% din populația locală. Salonic este al doilea mare grup, cu 27.000, ajungând la 7% din populația locală. După aceasta, zonele predominante de  localizare sunt împrejurimile orașelor mari și zonele agricole. În același timp, albanezii au constituit aproximativ 56% din totalul imigranților, urmați de bulgari (5%), georgieni (3%) și români (3%). Americanii, ciprioții, britanicii și germanii au apărut ca importante comunități străine cu  circa 2% fiecare din totalul populației străine. Restul a fost de aproximativ 690.000 de persoane non-UE sau non-homogeneis (a patrimoniului non-grec) statutul.
Potrivit aceluiași studiu, populația străină (documentată și nedocumentată)care  locuiește în Grecia,  în realitate, este  în creștere având 8,5% sau 10,3%, care este de aproximativ  1.150.000 - în cazul în care imigranții cu carduri homogeneis sunt contabilizate.
Grecia este o poarta de intrare a imigranților ilegali în Europa. Cabinetul a aprobat un proiect de lege care ar permite copiilor născuți în Grecia pentru părinții care sunt imigranți, dintre care unul trebuie să fi fost de viață în țara în mod legal de cel puțin 5 ani consecutivi pentru a aplica pentru cetățenie greacă.
Guvernul, în ciuda obiecțiilor puternice din opoziții care este determinată să treacă proiectul de lege. Obiectivul principal este de a facilita integrarea armonioasă a imigranților legali și a copiilor lor în realitatea socială din Grecia. Criteriile de bază rămân legalitatea de reședință și participarea copiilor în cultura greacă. Pentru același motiv, în plus, rezidenții pe termen lung, refugiații politici și expatriaților le va fi permis să participe la alegerile locale.

## Religia
Constituția Greciei recunoaște credința ortodoxă greacă ca fiind predominantă; religie a țării, garantând în același timp libertatea de credință religioasă pentru toți .Guvernul elen nu ține statistici privind grupuri religioase și recensămintele nu cer afiliere religioasa.. Potrivit Departamentului de Stat, o valoare estimată de 97% dintre cetățenii greci se identifică ca Ortodocși Greci.
În Eurostat - sondaj Eurobarometru din 2005, 81% dintre cetățenii greci au răspuns că ei cred că există un Dumnezeu, care a fost cel mai mare procent al treilea între statele membre UE în urmă  fiind doar Malta și Cipru. Estimările musulmane recunoscute minoritare,  cea mai mare parte situată în Tracia, variază de la 98.000 la 140.000,(între 0,9% și 1,2%), în timp ce numerele de comunități de imigranți musulmani  între 200.000 si 300.000 imigranți albanezi în Grecia (aproximativ 700.000sunt de obicei asociate cu religia musulmană, deși majoritatea sunt seculare în orientare . În urma războiului greco-turc din 1919-1922 și 1923 tratatul de la Lausanne Grecia și Turcia au convenit la un transfer de populație bazat pe baza identității culturale și religioase. Aproximativ 500.000 de musulmani din Grecia, predominant turci, dar și alți musulmani, au fost schimbate cu aproximativ 1.5 milioane grecii din Asia Mică (Turcia de azi). Atena este capitala UE doar fără un loc de scop-construit de cult pentru populație musulmană.
Iudaismul a existat în Grecia pentru mai mult de 2.000 de ani. Evreii sefarzi utilizau pentru a avea o prezență mare în orașul  Salonic (în 1900, 80.000, sau mai mult de jumătate din populație, erau evrei), dar in zilele noastre, comunitatea greco-evreiasca care a supraviețuit ocupației germane și la Holocaust, în timpul celui de al doilea război mondial, este estimat la numărul de circa 5.500 de oameni.
Membrii greci romano-catolici sunt estimați la 50.000 cu comunitatea romano-catolică de imigranți aproape 200.000. Vechiul cont calendaristic pentru 500.000 adepți  protestanți, inclusiv Bisericii Evanghelice și gratuit bisericilor evanghelice, la aproximativ 30.000.adunări a lui Dumnezeu, Biserica Internațională a Evangheliei  în patru colțuri și alte biserici penticostale al Sinodului grec  Apostoleasca Biserica are 12,000 de membri.
Independenta Biserica  Apostolească de Rusalii, este cea mai mare valoare nominală protestantă în Grecia, cu 120 de biserici  Nu există statistici oficiale despre  libera Biserica Apostolească de Rusalii., Dar Biserica Ortodoxă  estimează adepți  în jur de  20.000. Martorii lui Iehova raport cu 28.243 membri activi. Există, de asemenea 653 Mormonii,  501 adventiștii de ziua a șaptea, și 30 gratuit Metodiștii.  religiei antice grecești, de asemenea, a reapărut ca Elenă Neopaganism, cu estimările de aproximativ 2.000 de aderenți ( cuprinzând 0,02% din populația generală).

## Limba
Grecia este astăzi relativ omogenă din punct de vedere lingvistic, cu o largă majoritate a populației băștinașe folosind greaca fiind prima limbă sau sigura. Minoritatea musulmană din Tracia, se ridică la aproximativ 0,95% din totalul populației, este format din vorbitori de Turcă Bulgară, (Pomak) și români. Romana este, de asemenea, vorbită  în alte părți ale țării.
Alte limbi minoritare au fost în mod tradițional vorbite de grupurile de populații regionale în diferite părți ale țării. Utilizarea acestora a scăzut radical în cursul secolului 20, prin asimilarea cu majoritatea vorbitoare de limbă greacă. Acest lucru este valabil pentru arvaniți, un grup de limbă albaneză majoritatea situati în zonele rurale din jurul capitalei Atena, precum și pentru  Aromâni și Moglenites, de asemenea, cunoscuți sub numele de vlahi, a căror limbă este strâns legată de români și care au folosit pentru a trăi împrăștiate în mai multe zone de mountaneous Grecia centrală. Membrii acestor grupuri se identifică etnic ca grecii  și sunt în present sunt ultimii bilingvi în limba greacă. În multe domenii limbile lor tradiționale sunt astăzi menținute doar de către generațiile mai în vârstă și sunt pe cale de dispariție.
În apropierea frontierelor nordului Greciei, există, de asemenea, unele grupuri slavofoni, ai cărei membri se identifica etnic ca fiind greci în marea lor majoritate. Dialecte lor pot fi clasificate din punct de vedere lingvistic, fie ca forme de macedonean (numite local Slavomacedonian sau pur și simplu slavă), sau bulgar (distins ca Pomak în cazul musulmanilor Bulgarophone din Tracia. Se estimează că în urma schimbului de populație din 1923 au existat undeva între 200 mii și 400 mii vorbitori slave în limba greacă Macedonia. Comunitatea evreiasca din Grecia în mod tradițional vorbise ladino (iudeo-spaniolă), astăzi menținută doar de un mic grup de câteva mii de vorbitori.
Printre populația  vorbitoare de limbă greacă, vorbitori de dialect pontic distinctiv a venit în Grecia din Asia Mică, după genocidul grec și constituie un grup barosan.
1. ↑  „Demographics of Greece”. Knowpia. Accesat în 12 mai 2025.
2. ↑  „Demographics of Greece”. 5 ianuarie 2016.
3. ↑  Kasimis, Charalambos (8 martie 2012). „Greece: Illegal Immigration in the Midst of Crisis” (în engleză). migrationpolicy.org. Accesat în 8 august 2025.
4. ↑  „The spatial clustering of immigrant population in Greece”. ianuarie 2009.